# Sphaerellothecium parmeliae
Sphaerellothecium parmeliae är en lavart som beskrevs av Diederich & Etayo 1998. Sphaerellothecium parmeliae ingår i släktet Sphaerellothecium och familjen Mycosphaerellaceae.  Arten är reproducerande i Sverige. Inga underarter finns listade i Catalogue of Life.